# Стюрефорш
Стюрефорш (на шведски: Sturefors) е град в югоизточна Швеция, лен Йостерйотланд, община Линшьопинг. Намира се на около 200 km на югозапад от столицата Стокхолм и на 15 km на югоизток от Линшьопинг. До Стюрефорш се намира замъка Стюрефорш. Има жп гара. Населението на града е 2403 жители, по приблизителна оценка от декември 2017 г.